# Hamiltonoperator
Der Hamiltonoperator {\displaystyle {\hat {H}}} (auch Hamiltonian) ist in der Quantenmechanik ein Operator, der (mögliche) Energiemesswerte und die Zeitentwicklung angibt. Er ist daher der Energieoperator. Er liefert beispielsweise die Energieniveaus des Elektrons im Wasserstoffatom. Er ist nach William Rowan Hamilton benannt. Auf ihn geht die hamiltonsche Formulierung der klassischen Mechanik zurück, in der die Hamilton-Funktion die Zeitentwicklung und die Energie bestimmt.

## Zeitentwicklung und Energie
In der Quantenmechanik wird jeder Zustand des betrachteten physikalischen Systems durch einen zugehörigen Vektor {\displaystyle \psi } im Hilbertraum angegeben. Seine Zeitentwicklung wird nach der Schrödingergleichung durch den Hamiltonoperator {\displaystyle {\hat {H}}} bestimmt:
{\displaystyle \mathrm {i} \,\hbar {\partial  \over \partial t}\,\psi (t)={\hat {H}}\,\psi (t)}
mit
- der imaginären Einheit {\displaystyle \mathrm {i} }
- der reduzierten Planck-Konstante {\displaystyle \hbar ={\frac {h}{2\pi }}.}

Man erhält den Hamiltonoperator in vielen Fällen aus der Hamiltonfunktion {\displaystyle {\mathcal {H}}(t,x,p)} des entsprechenden klassischen Systems (mit der generalisierten Koordinate x und dem kanonischen Impuls p) durch kanonische Quantisierung. Dazu wird der algebraische Ausdruck für die Hamilton-Funktion als Funktion von Operatoren gelesen (Ortsoperator {\displaystyle {\hat {x}}} und Impulsoperator {\displaystyle {\hat {p}}}), die den kanonischen Vertauschungsrelationen genügen.
Dies ist allerdings nicht eindeutig, da die Funktion {\displaystyle x\,p-p\,x} den Wert {\displaystyle 0} hat, die Operatorfunktion {\displaystyle {\hat {x}}\,{\hat {p}}-{\hat {p}}\,{\hat {x}}} aber den Wert {\displaystyle \mathrm {i} \hbar .} Zudem ist {\displaystyle x\,p} reell, aber {\displaystyle {\hat {x}}\,{\hat {p}}} ist hermitesch. Außerdem gibt es quantenmechanische Größen wie den Spin, die in der klassischen Physik nicht auftreten. Wie sie sich auf die Zeitentwicklung auswirken, folgt nicht aus Analogien mit der klassischen Physik, sondern muss aus den physikalischen Befunden erschlossen werden.
Die Eigenwertgleichung
{\displaystyle {\hat {H}}\,\varphi _{E}=E\,\varphi _{E}}
bestimmt die Eigenvektoren {\displaystyle \varphi _{E}} des Hamiltonoperators; sie sind bei zeitunabhängigem Hamiltonoperator stationär, d. h. in jeder beobachtbaren Eigenschaft zeitunabhängig. Die Eigenwerte {\displaystyle E} sind die zugehörigen Energien.
Da der Hamiltonoperator hermitesch (genauer wesentlich selbstadjungiert) ist, besagt der Spektralsatz, dass die Energien reell sind und dass die Eigenvektoren eine Orthonormalbasis des Hilbertraums bilden. Je nach System kann das Energiespektrum diskret oder kontinuierlich sein. Manche Systeme, z. B. das Wasserstoffatom oder ein Teilchen im Potentialtopf, haben ein nach unten beschränktes, diskretes Spektrum und darüber ein Kontinuum möglicher Energien.
Der Hamiltonoperator erzeugt die unitäre Zeitentwicklung. Falls für alle Zeiten {\displaystyle \tau } und {\displaystyle \tau '} zwischen {\displaystyle t_{0}} und {\displaystyle t} der Hamiltonoperator {\displaystyle H(\tau )} mit {\displaystyle H(\tau ')} kommutiert, so bewirkt
{\displaystyle {\hat {U}}(t,t_{0})=\exp \left(-{\frac {\mathrm {i} }{\hbar }}\int _{t_{0}}^{t}{\hat {H}}(\tau )\,\mathrm {d} \tau \right)}
die unitäre Abbildung jedes anfänglichen Zustandes {\displaystyle \psi (t_{0})} auf den zugehörigen Zustand {\displaystyle \psi (t)=U(t,t_{0})\,\psi (t_{0})} zur Zeit {\displaystyle t.}
Falls der Hamiltonoperator nicht von der Zeit abhängt ({\displaystyle {\hat {H}}\neq f(t)}), vereinfacht sich dies zu
{\displaystyle {\hat {U}}(t,t_{0})=\exp \left(-{\frac {\mathrm {i} }{\hbar }}{\hat {H}}(t-t_{0})\right).}
Operatoren, die mit {\displaystyle {\hat {H}}} vertauschen, sind bei zeitunabhängigem Hamiltonoperator Erhaltungsgrößen des Systems, insbesondere die Energie.
Für die Energie gilt auch eine Energie-Zeit-Unschärferelation, nur muss man in der Quantenmechanik bei deren Ableitung anders vorgehen als zum Beispiel bei der Ort-Impuls-Unschärferelation.

## Beispiele

### Quantenmechanisches Teilchen im Potential
Aus der Hamiltonfunktion
{\displaystyle {\mathcal {H}}\left({\mathbf {x} },{\mathbf {p} }\right)={\frac {{\mathbf {p} }^{2}}{2\,m}}+V({\mathbf {x} })}
für ein nichtrelativistisches, klassisches Teilchen der Masse {\displaystyle m}, das sich im Potential {\displaystyle V(\mathbf {x} )} bewegt, kann ein Hamiltonoperator abgelesen werden. Dazu werden die Ausdrücke für den Impuls und das Potential durch die entsprechenden Operatoren ersetzt:
{\displaystyle {\hat {H}}({\hat {\mathbf {x} }},{\hat {\mathbf {p} }})={\frac {{\hat {\mathbf {p} }}^{2}}{2\,m}}+V({\hat {\mathbf {x} }}).}
In der Ortsdarstellung wirkt der Impulsoperator {\displaystyle {\hat {\mathbf {p} }}} als Ableitung {\displaystyle -\mathrm {i} \hbar {\tfrac {\partial }{\partial \mathbf {x} }}} und der Operator {\displaystyle V({\hat {\mathbf {x} }})} als Multiplikation mit der Funktion {\displaystyle V(\mathbf {x} ).} Die Anwendung dieses Hamiltonoperators eines Punktteilchens der Masse {\displaystyle m} im Potential {\displaystyle V(\mathbf {x} )} auf die Ortswellenfunktion {\displaystyle \Psi } des Teilchens wirkt sich demnach aus durch
{\displaystyle \Rightarrow {\hat {H}}\Psi (\mathbf {x} )={\Bigl (}-{\frac {\hbar ^{2}}{2\,m}}\Delta +V(\mathbf {x} ){\Bigr )}\Psi (\mathbf {x} ).}
Hierbei ist {\displaystyle \Delta ={\tfrac {\partial ^{2}}{\partial x^{2}}}+{\tfrac {\partial ^{2}}{\partial y^{2}}}+{\tfrac {\partial ^{2}}{\partial z^{2}}}} der Laplace-Operator.
Die Schrödingergleichung lautet somit
{\displaystyle \mathrm {i} \,\hbar \,{\frac {\partial }{\partial t}}\Psi (t,\mathbf {x} )=-{\frac {\hbar ^{2}}{2\,m}}\Delta \Psi (t,\mathbf {x} )+V(\mathbf {x} )\cdot \Psi (t,\mathbf {x} ).}
Diese Schrödingergleichung einer Punktmasse im Potential ist die Grundlage zur Erklärung des Tunneleffekts. Sie liefert bei Einsetzen des Coulombpotentials (als Potential für die Wechselwirkung zwischen einem Elektron und einem Proton) die Spektrallinien des Wasserstoff-Atoms. Durch Einsetzen entsprechender Potentiale können auch die Spektrallinien anderer leichter Atome berechnet werden.

### Eindimensionaler harmonischer Oszillator
Analog erhält man für den quantenmechanischen harmonischen Oszillator, der sich nur längs einer Linie bewegen kann, den Hamiltonoperator
{\displaystyle {\hat {H}}=-{\frac {\hbar ^{2}}{2m}}{\frac {\partial ^{2}}{\partial x^{2}}}+{\frac {1}{2}}m\,\omega ^{2}\,x^{2}.}
Die Energien lassen sich algebraisch bestimmen. Man erhält
{\displaystyle E_{n}=E_{0}+n\,\hbar \omega ,\quad n\in \{0,1,2,\dots \}.}
Es handelt sich dabei um dieselben Energien wie die eines Grundzustandes mit Energie {\displaystyle E_{0}}, dem {\displaystyle n}-fach ein Quant der Energie {\displaystyle \hbar \,\omega } hinzugefügt wurde.

### Spin im Magnetfeld
Zum Spin {\displaystyle \mathbf {S} } eines Elektrons, das an ein Atom gebunden ist und sich in einem ungepaarten Zustand (allein in der Elektronenwolke) im Magnetfeld {\displaystyle \mathbf {B} } befindet, gehört der Hamiltonoperator
{\displaystyle {\hat {H}}=-\gamma \mathbf {S} \cdot \mathbf {B} .}
Dabei ist
- {\displaystyle \gamma } das gyromagnetische Verhältnis des Elektrons
- {\displaystyle \mathbf {S} } der Spinoperator.

Da der Spin in Richtung des Magnetfeldes nur die Eigenwerte {\displaystyle \hbar /2} oder {\displaystyle -\hbar /2} annehmen kann (Spinpolarisation), sind die möglichen Energien {\displaystyle \pm {\frac {\gamma }{2}}\,|\mathbf {B} |}. Im inhomogenen Magnetfeld des Stern-Gerlach-Versuchs spaltet daher ein Teilchenstrahl aus Silberatomen in zwei Teilstrahlen auf.

### Geladenes, spinloses Teilchen im elektromagnetischen Feld
Den Hamiltonoperator eines Teilchen mit Ladung {\displaystyle q} in einem äußeren elektromagnetischen Feld erhält man durch minimale Substitution
{\displaystyle {\hat {H}}={\frac {1}{2m}}{\bigl (}{\hat {\mathbf {p} }}-q\mathbf {A} (t,{\hat {\mathbf {x} }}){\bigr )}^{2}+q\,\varphi (t,{\hat {\mathbf {x} }}).}
Hier bezeichnet
- {\displaystyle \mathbf {A} (t,{\hat {\mathbf {x} }})} das Vektorpotential
- {\displaystyle \varphi (t,{\hat {\mathbf {x} }})} das Skalarpotential.

Beim Ausmultiplizieren der Klammer ist zu beachten, dass {\displaystyle {\hat {\bf {p}}}} und {\displaystyle {\bf {A}}({\hat {\bf {x}}})} wegen der Ortsabhängigkeit von {\displaystyle {\bf {A}}} im Allgemeinen nicht kommutieren. Dies ist nur in der Coulomb-Eichung der Fall.